# 2,4-Динитрофенилгидразин
2,4-Динитрофенилгидразин — кристаллическое вещество красного цвета.

## Физические свойства
2,4-динитрофенилгидразин растворим в этилацетате; малорастворим в бензоле, сероуглероде и этаноле; не растворим в воде и в диэтиловом эфире.

## Получение
2,4-динитрофенилгидразин получают реакцией 2,4-динитрохлорбензола с гидразином в триэтиленгликоле или 2,4-динитрохлорбензола с сульфатом гидразина.
Другим способом получения динитрофенилгидразина может служить восстановление солей динитрофенилдиазония сульфитом натрия с последующим гидролизом полученного соединения концентрированной соляной кислотой.
(NO2)2C6H3N2Cl + Na2SO3 → (NO2)2C6H3N(SO3)NHSO3
(NO2)2C6H3N(SO3)NHSO3 + HCl → (NO2)2C6H3NHNH2 • HCl

## Применение
Реакция динитрофенилгидразина с альдегидами и кетонами используется в аналитической химии для определения этих соединений. Образующиеся в результате конденсации кристаллические гидразоны можно идентифицировать по температуре их плавления.
Также 2,4-динитрофенилгидразин используется в процессе синтеза кортизона из дезоксихолевой кислоты для дегидрогалогенирования промежуточного бромкетона.